# Mentor
Mentor je obvykle zkušenější či starší člověk, který se stará o mladšího a méně zkušeného svěřence (mentee), je mu oporou i rádcem, pomáhá mu lépe poznat sebe sama, svůj potenciál a své schopnosti.
Mentor se snaží svým chováním dát dobrý příklad, respektuje názory svých klientů, aktivně naslouchá, drží slovo, je důsledný a chápavý. Poskytuje podporu, vedení a objektivní pohled na to, jak a kam se může klient vyvíjet a čeho může dosáhnout ve svém přirozeném prostředí.

## Historie pojmu
Slovo mentor je odvozeno od vlastního jména Mentór, hrdiny v Homérově spisu Odyssea. Mentór byl Odysseův přítel, kterého pověřil péčí, vedením, výchovou a ochranou svého syna Telemacha. Mentór se tak stal prototypem loajálního, moudrého přítele, ochránce a učitele, který pomáhá překonat překážky a vyhnout se nebezpečí.
Nejstarší zmínka termínu „mentor“ v moderním významu byla dohledána v knize pojmenované Les Aventures de Télémaque (Příhody Telemachovy) francouzského autora Françoise Fénelona, vydané roku 1699, kde je postava jménem Mentor jednou z ústředních postav. Vzhledem k obrovské popularitě této knihy v osmnáctém století se dá předpokládat, že moderní význam slova „mentor“ zlidověl právě díky této knize.

## Role mentora
Role mentora mohou být velmi různorodé, vždy záleží na konkrétní situaci, činnosti i na tom, jaké jsou jeho osobnostní vlastnosti a jaké role je schopen si přisvojit, aby působil přirozeně a opravdově. Role mentora jsou dlouhodobě předmětem empirického výzkumu. Například studie z Hongkongu (Lopez-Real, Kwan, 2005) shrnula nejvýznamnější role mentorů na základě subjektivních percepcí tak, že mentor může být:
- poskytoval zpětné vazby
- poradce – dokáže poradit studentovi s profesním problémem
- pozorovatel – hospituje, sleduje přípravy na hodinu
- model – sám je dobrým příkladem výkonu profese
- rovnoprávný partner – vzájemně se podporují a učí jeden od druhého
- kritický přítel – poskytuje konstruktivní kritiku
- poradce – uděluje studentům specifické instrukce, jak vyučovat
- kontrolor kvality – zajišťuje, že student na praxi dosahuje alespoň minimálního standardu kompetentního vyučování
- hodnotitel – zodpovídá za hodnocení studentů na praxi
- manažer – zajistí, že studenti se seznámí s řádem a zvyklostmi školy[3]

## Činnosti mentora
Mentor nabízí mentorovanému spolupráci tak, aby mentorovaný cítil, že má o něj mentor skutečně zájem a že mu chce pomoci. Mentorovaný musí vědět, že mentor má čas, že ho dokáže trpělivě vyslechnout a že s ním může svoje problémy kdykoli konzultovat. Pokud mentor zaujímá roli poradce mentorovaných, tak nejčastěji vykonává tyto činnosti:
- radí v osobním životě
- řeší problémy v komunikaci s třídním kolektivem
- pomáhá zpracovat plán osobního rozvoje
- pomáhá studentovi v úspěšném zařazení do kolektivu a života
- podává návod, jak zpracovávat informace
- radí v administrativních záležitostech (napsat úřední dopis, žádost)
- nabízí příklad, jak se chovat ve společnosti, respektovat okolí a být okolím respektován
- napomáhá studentovi vybrat si vhodné materiály ke studiu
- v případě mezních životních situací se pokouší nabídnout pomocnou ruku a sehnat odborné řešení (drogově závislí, problémy v rodinách)[1]

## Příprava mentorů
Příprava mentorů v mentorských programech se zaměřuje především na témata:
- budování a rozvoj vztahu, reflexe potřeb učitele, naslouchání
- teorie vzdělávání dospělých, principy učení dospělých
- komunikace, vedení rozhovoru v podobě supervize a koučování
- začínající učitele a jejich tradiční problémy
- plánování profesionálního rozvoje, tvorba plánu mentoringu, fáze mentoringu
- řešení konfliktů, sebereflexe v roli mentora apod.[4]

## Mentorský vztah (mentor –menteerelationship)
Mentorský vztah je emocionální osobní spojení staršího a zkušenějšího mentora a mladšího svěřence (mentee), kterého mentor zaučuje a pomáhá mu orientovat se ve společnosti, světě sociálních vztahů a kulturních hodnot. Ve vztahu mezi mentorem a chráněncem se vytváří emocionální pouto, jež odlišuje roli mentora od podobných rolí pracovníků s dětmi a mládeží, jako jsou trenéři ve sportovním oddíle apod. Mentorský vztah je založen na vzájemné spolupráci dvou rovnocenných partnerů, důvěre a vzájemném respektu. .
Mentorský vztah je:
- jedinečným vztahem mezi dvěma osobami – žádné mentorské vztahy nejsou stejné, neboť jsou ovlivněny různými interpersonálními procesy, které formují jejich charakter
- partnerství, v němž probíhá proces učení – jedním z cílů téměř všech verzí mentoringu je získání nové vědomosti, dovednosti či osobního rozvoje
- proces definovaný typem podpory mentora – mentor se poskytováním sociální opory snaží naplnit potřeby svěřence a funkci mentorského vztahu
- reciproční vztah – není však rovnocenný a symetrický
- dynamický – mění se v čase a jeho přínos pro dítě roste s jeho trváním[5]

Mentorský vztah nemá předem stanovenou délku, jeho trvání je vždy individuální, ale má svou dynamiku a prochází v čase několika fázemi. Jonson (2008) rozlišuje následující fáze:
- iniciace – počáteční budování důvěry
- kultivace – osvojování si nových dovedností a dosahování žádoucí úrovně profesní kompetence
- separace – mentor při vědomí splnění své funkce se postupně vzdaluje svému svěřenci
- nové vymezení vztahů – mentor a jeho svěřenec se stávají přáteli a kolegy a sdílejí společně zájem o co nejkvalitnější výkon profese[4]

#### České asociace zabývající se mentoringem
- Česká asociace mentoringu – http://www.asociacementoringu.cz
- Česká asociace mentoringu ve vzdělávání – www.camv.cz[nedostupný zdroj]
- Centrum dohody http://www.centrumdohody.com
- Evropská rada pro mentoring a koučink – https://web.archive.org/web/20141219212352/http://www.emccouncil.org/cz/cs/
- Národní kontaktní centrum – ženy a věda: Mentoring https://web.archive.org/web/20141215031525/http://www.zenyaveda.cz/mentoring